# Thekla Merwin
Thekla Merwin (* 13. Apriljul. / 25. April 1887greg. als Tauba Froda Merwin in Riga, Russisches Kaiserreich; † 20. Oktober 1944 im KZ Auschwitz-Birkenau) war eine österreichische Schriftstellerin.

## Leben
Thekla Blech wurde in Riga als Tochter von Sarah Chaje und Iwo Blech geboren. 1908 heiratete sie in Wien den aus Lemberg stammenden Juristen Emil Merwin (* 29. März 1881) in der Synagoge Polnische Schul. 1911 wurde ihre Tochter Magda geboren. Diese wurde später Juristin.
1911 erschienen Merwins erste Publikationen, anfangs noch gezeichnet mit Thekla Merwin-Blech. Sie veröffentlichte Gedichte, Feuilletons, kurze Prosawerke und Dialoge in dutzenden Zeitschriften und Zeitungen, darunter Arbeiter-Zeitung, Neue Freie Presse, Neues Wiener Tagblatt, Die Frau. Eine selbstständige Publikation kam jedoch nicht heraus. Sie schrieb auch über Oscar Wilde oder Betty Paoli. Sie setzte sich vor allem mit den Außenseitern der Gesellschaft auseinander. 1933 wurde Merwin Mitglied der Vereinigung sozialistischer Schriftsteller.
Am 12. August 1934 starb Emil Merwin. Thekla Merwin konnte nur schwer das Geld für die Kuraufenthalte aufbringen, die sie wegen ihrer Diabetes-Erkrankung machen musste. Thekla und Magda Merwin wurden am 24. September 1942 in das KZ Theresienstadt deportiert. Mit dem Transport vom 19. Oktober 1944 wurden Mutter und Tochter ins KZ Auschwitz-Birkenau gebracht und am 20. Oktober 1944 in der Gaskammer des Krematoriums III ermordet.